# 82 v. Chr.
Portal Geschichte | Portal Biografien | Aktuelle Ereignisse | Jahreskalender | Tagesartikel

◄ |
2. Jahrhundert v. Chr. |
1. Jahrhundert v. Chr. |
1. Jahrhundert |
►

◄ | 100er v. Chr. | 90er v. Chr. | 80er v. Chr. | 70er v. Chr. |
60er v. Chr. |
►

◄◄ | ◄ | 85 v. Chr. | 84 v. Chr. | 83 v. Chr. | 82 v. Chr. |
81 v. Chr. |
80 v. Chr. |
79 v. Chr. |
► |
►►
Staatsoberhäupter

## Ereignisse

### Politik und Weltgeschehen

#### Römisches Reich
- 1. November: Lucius Sulla besiegt in der Schlacht an der Porta Collina die Gefolgsleute des Marius und die Samniten. Danach wird ihm in Rom die Diktatur übertragen.

- Sulla lässt Tausende Römer ermorden, darunter etliche Senatoren. In den folgenden Monaten reformiert er das politische System, um die Macht des Senats wiederherzustellen. Mit 18 Jahren flieht Julius Caesar aus Rom und entkommt den Kopfgeld-Jägern.
- Sulla erlässt die Lex Cornelia testamentaria nummaria neben anderen Leges Corneliae.
- Marcus Licinius Crassus, einer von Sullas wichtigsten Unterführern im Bürgerkrieg und spätere Triumvir in 60 v. Chr., begründet sein legendäres Vermögen während der Proskriptionen.

## Historische Karten und Ansichten

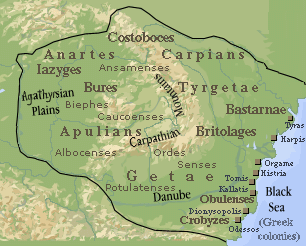
Vermutliche Maximalausdehnung des Gebietes unmittelbarer Herrschaft und stärkeren Einflusses der Daker-Könige Decebal ab 82 v. Chr.

#### Asien
- um 82 v. Chr.: Kamnaskires III. und seine Gemahlin Anzaze werden König und Königin von Elymais.

### Natur und Umwelt
- Die am 27. Oktoberjul. in Ägypten gegen 19:05 Uhr beginnende Mondfinsternis fällt im ägyptischen Kalender auf den 15. Achet II. Das altägyptische Neujahrsfest am 1. Achet I beginnt mit Sonnenaufgang des 13. Septemberjul..[1]

## Geboren
- Gaius Licinius Macer Calvus, römischer Redner und Dichter († 47 v. Chr.)
- Varro Atacinus, römischer Dichter († 35 v. Chr.)
- um 82 v. Chr.: Vercingetorix, Arvernerfürst († 46 v. Chr.)

## Gestorben
- November: Marcus Marius Gratidianus, Neffe des Gaius Marius, Praetor
- Lucius Domitius Ahenobarbus, römischer Politiker
- Publius Antistius, römischer Politiker
- Gaius Papirius Carbo, römischer Politiker
- Gnaeus Papirius Carbo, römischer Politiker (* um 135 v. Chr.)
- Gaius Marcius Censorinus, römischer Politiker
- Gaius Marius der Jüngere, römischer Politiker (* 109 v. Chr.)
- Quintus Mucius Scaevola, römischer Politiker (* um 140 v. Chr.)
- Aemilia Scaura, römische Adlige (* um 100 v. Chr.)